# Wildwasserrennsport-Weltmeisterschaften 2010
Die 27. Kanu-Wildwasserrennsport-Weltmeisterschaften fanden vom 8. Juni bis 13. Juni 2010 statt. Sie wurden im spanischen Sort auf dem Noguera Pallaresa ausgetragen. Zum ersten Mal durften Frauen im Canadier-Einer (C1) starten.
Aufgrund von Hochwassers während und vor den Wettkämpfen konnte der Zeitplan nicht, wie gleplant, eingehalten werden. Außerdem mussten einige Wettkämpfe auf alternativ Strecken durchgeführt werden.

## Nationenwertung Gesamt
| Platz  | Land                   | Gold | Silber | Bronze | Gesamt |
| ------ | ---------------------- | ---- | ------ | ------ | ------ |
| 1      | Tschechien             | 5    | 2      | 1      | 8      |
| 2      | Frankreich             | 4    | 2      | 5      | 11     |
| 3      | Deutschland            | 2    | 3      | 3      | 8      |
| 4      | Vereinigtes Königreich | 2    | 2      | 2      | 6      |
| 5      | Slowenien              | 2    | 1      | 3      | 6      |
| 6      | Kroatien               | 1    | 4      | –      | 5      |
| 7      | Belgien                | 1    | –      | –      | 1      |
| 8      | Slowakei               | –    | 2      | 2      | 4      |
| 9      | Italien                | –    | 1      | –      | 1      |
| Gesamt | Gesamt                 | 17   | 17     | 16     | 50     |

Im Einzelnen wurden folgende Ergebnisse erzielt.

## Classic
Die Classic-Wettbewerbe fanden am 8./9. und 12. Juni statt.

### Nationenwertung Classic
| Platz  | Land                   | Gold | Silber | Bronze | Gesamt |
| ------ | ---------------------- | ---- | ------ | ------ | ------ |
| 1      | Deutschland            | 2    | 2      | 1      | 5      |
| 2      | Tschechien             | 2    | 1      | –      | 3      |
| 3      | Frankreich             | 1    | 1      | 2      | 4      |
| 4      | Vereinigtes Königreich | 1    | 1      | 1      | 3      |
| 5      | Slowenien              | 1    | –      | 2      | 3      |
| 6      | Slowakei               | –    | 1      | 2      | 3      |
| Gesamt | Gesamt                 | 8    | 8      | 8      | 24     |

## Einzelwettbewerbe

### Einer-Kajak Männer
| Platz | Sportler                        | Land        | Zeit           |
| ----- | ------------------------------- | ----------- | -------------- |
| 1     | Loic Vynisale                   | Frankreich  | 19:02,159 Min. |
| 2     | Achim Overbeck (Braunschweig)   | Deutschland | 19:06,335 Min. |
| 3     | Nejc Žnidarčič                  | Slowenien   | 19:06,789 Min. |
| –     | –                               | –           | –              |
| 9     | Tobias Bong (Köln)              | Deutschland | 19:27,170 Min. |
| 11    | Sören Falkenhain (Braunschweig) | Deutschland | 19:29,559 Min. |
| 28    | Marc Rösner (Altrip)            | Deutschland | 19:54,953 Min. |

### Einer-Kajak Frauen
| Platz | Sportler                     | Land                   | Zeit           |
| ----- | ---------------------------- | ---------------------- | -------------- |
| 1     | Alke Overbeck (Braunschweig) | Deutschland            | 19:01,049 Min. |
| 2     | Hannah Brown                 | Vereinigtes Königreich | 19:09,292 Min. |
| 3     | Jessica Oughton              | Vereinigtes Königreich | 19:09,713 Min. |
| –     | –                            | –                      | –              |
| 10    | Manuela Stöberl (Rosenheim)  | Deutschland            | 19:29,451 Min. |
| 15    | Maria Hollerieth (Rosenheim) | Deutschland            | 20:01,219 Min. |
| DNF   | Sandra Ott (Köln)            | Deutschland            |                |

### Einer-Canadier Männer
| Platz | Sportler                   | Land        | Zeit           |
| ----- | -------------------------- | ----------- | -------------- |
| 1     | Emil Milihram              | Kroatien    | 20:31,585 Min. |
| 2     | Tomislav Lepan             | Kroatien    | 20:38,626 Min. |
| 3     | Jost Zakrajsek             | Slowenien   | 20:42,861 Min. |
| –     | –                          | –           | –              |
| 10    | Julian Rohn (Braunschweig) | Deutschland | 21:04,595 Min. |
| 11    | Dominik Pesch (Brühl)      | Deutschland | 21:06,288 Min. |
| 13    | Normen Weber (Brühl)       | Deutschland | 21:22,369 Min. |
| 14    | Tim Heilinger (Köln)       | Deutschland | 21:30,185 Min. |

### Zweier-Canadier Männer
| Platz | Sportler                                     | Land        | Zeit           |
| ----- | -------------------------------------------- | ----------- | -------------- |
| 1     | Taljat / Bozic                               | Slowenien   | 18:30,563 Min. |
| 2     | Slucik / Vala                                | Slowakei    | 18:41,710 Min. |
| 3     | Grega / Sutek                                | Slowakei    | 18:44,976 Min. |
| 4     | Lars Walter / Johannes Baumann (Fulda)       | Deutschland | 18:46,104 Min. |
| –     | –                                            | –           | –              |
| 6     | Maik Schmitz / Niels Knippling (Siegburg)    | Deutschland | 18:57,522 Min. |
| 12    | Ulrich Andrée / Patrick Driesch (Düsseldorf) | Deutschland | 19:12,803 Min. |

### Nationenwertung Classic-Einzel
| Platz  | Land                   | Gold | Silber | Bronze | Gesamt |
| ------ | ---------------------- | ---- | ------ | ------ | ------ |
| 1      | Deutschland            | 1    | 1      | –      | 2      |
| 2      | Kroatien               | 1    | 1      | 0      | 2      |
| 3      | Slowenien              | 1    | –      | 2      | 3      |
| 4      | Frankreich             | 1    | –      | –      | 1      |
| 5      | Slowakei               | –    | 1      | 1      | 2      |
|        | Vereinigtes Königreich | –    | 1      | 1      | 2      |
| Gesamt | Gesamt                 | 4    | 4      | 4      | 12     |

## Teamwettbewerbe

### Kajak-Einer Männer
| Platz | Land        | Sportler                                         | Zeit         |
| ----- | ----------- | ------------------------------------------------ | ------------ |
| 1     | Tschechien  | Ales Marek / Kamil Mruzek / Tomáš Slovák         | 9:26,14 Min. |
| 2     | Deutschland | Tobias Bong / Sören Falkenhain / Achim Overbeck/ | 9:26,70 Min. |
| 3     | Frankreich  | Théo Devard / Ronan Tastard / Loic Vynisale      | 9:28,38 Min. |

### Kajak-Einer Frauen
| Platz | Land                   | Sportler                                                 | Zeit          |
| ----- | ---------------------- | -------------------------------------------------------- | ------------- |
| 1     | Vereinigtes Königreich | Hannah Brown / Sanda Hyslop / Jessica Oughton            | 10:13,50 Min. |
| 2     | Frankreich             | Nathalie Gastineau / Sixtine Malaterre / Laetitia Parage | 10:16,11 Min. |
| 3     | Deutschland            | Maria Hollerieth / Alke Overbeck / Manuela Stöberl       | 10:24,85 Min. |

### Einer-Canadier Männer
| Platz | Land        | Sportler                                                | Zeit          |
| ----- | ----------- | ------------------------------------------------------- | ------------- |
| 1     | Tschechien  | Lukas Novosad / Ondřej Rolenc / Marek Rygel             | 10:19,32 Min. |
| 2     | Kroatien    | Igor Gojic / Tomislav Lepan / Emil Milihram             | 10:20,16 Min. |
| 3     | Frankreich  | Guillaume Alzingre / Marc Brodiez / Stéphane Santamaria | 10:23,46 Min. |
| –     | –           | –                                                       | –             |
| DNF   | Deutschland | Dominik Pesch / Julian Rohn / Normen Weber              |               |

### Zweier-Canadier Männer
| Platz | Land        | Sportler                                            | Zeit          |
| ----- | ----------- | --------------------------------------------------- | ------------- |
| 1     | Deutschland | Andrée/Driesch / Schmitz/Knippling / Walter/Baumann | 10:11,53 Min. |
| 2     | Tschechien  | Lisicky/Uncajtik / Salek/Riha / Vesely/Nornstejn    | 10:20,16 Min. |
| 3     | Slowakei    | Grega/Sutek / Slucic/Vala / Soska/Kunhart           | 10:27,87 Min. |

### Nationenwertung Classic-Mannschaft
| Platz  | Land                   | Gold | Silber | Bronze | Gesamt |
| ------ | ---------------------- | ---- | ------ | ------ | ------ |
| 1      | Tschechien             | 2    | 1      | –      | 3      |
| 2      | Deutschland            | 1    | 1      | 1      | 3      |
| 3      | Vereinigtes Königreich | 1    | –      | –      | 1      |
| 4      | Frankreich             | –    | 1      | 2      | 3      |
| 5      | Kroatien               | –    | 1      | –      | 1      |
| 6      | Slowakei               | –    | –      | 1      | 1      |
| Gesamt | Gesamt                 | 4    | 4      | 4      | 12     |

## Sprint

### Nationenwertung Sprint
| Platz  | Land                   | Gold | Silber | Bronze | Gesamt |
| ------ | ---------------------- | ---- | ------ | ------ | ------ |
| 1      | Frankreich             | 3    | 1      | 3      | 7      |
| 2      | Tschechien             | 3    | 1      | 1      | 5      |
| 3      | Vereinigtes Königreich | 1    | 1      | 1      | 3      |
|        | Slowenien              | 1    | 1      | 1      | 3      |
| 5      | Belgien                | 1    | –      | –      | 1      |
| 6      | Kroatien               | –    | 2      | –      | 2      |
| 7      | Deutschland            | –    | 1      | 2      | 3      |
| 8      | Italien                | –    | 1      | –      | 1      |
|        | Slowakei               | –    | 1      | –      | 1      |
| Gesamt | Gesamt                 | 9    | 9      | 8      | 26     |

## Einzelwettbewerbe

### Einer-Kajak Männer
| Platz | Land                          | Sportler    | Zeit         |
| ----- | ----------------------------- | ----------- | ------------ |
| 1     | Maxime Richard                | Belgien     | 2:47,86 Min. |
| 2     | Nejc Žnidarčič                | Slowenien   | 2:48,39 Min. |
| 3     | Tomáš Slovák                  | Tschechien  | 2:49,52 Min. |
| –     | –                             | –           | –            |
| 7     | Sören Falkenhain              | Deutschland | 2:51,91 Min. |
| 15    | Christian Heil (Niederkassel) | Deutschland | 2:53,93 Min. |
| 21    | Tobias Bong (Bonn)            | Deutschland | 2:57,88 Min. |
| 27    | Benjamin Theek (Bonn)         | Deutschland | 2:55,24 Min. |

### Einer-Kajak Frauen
| Platz | Land                       | Sportler               | Zeit         |
| ----- | -------------------------- | ---------------------- | ------------ |
| 1     | Jessica Oughton            | Vereinigtes Königreich | 3:05,30 Min. |
| 2     | Hannah Brown               | Vereinigtes Königreich | 3:05,84 Min. |
| 3     | Laetitia Parage            | Frankreich             | 3:06,19 Min. |
| –     | –                          | –                      | –            |
| 5     | Sabine Füsser              | Deutschland            | 3:08,23 Min. |
| 11    | Manuela Stöberl            | Deutschland            | 3:10,27 Min. |
| 12    | Alke Overbeck              | Deutschland            | 3:11,05 Min. |
| 13    | Birgit Bach (Niederkassel) | Deutschland            | 3:11,87 Min. |

### Einer-Canadier Männer
| Platz | Land               | Sportler    | Zeit         |
| ----- | ------------------ | ----------- | ------------ |
| 1     | Yann Claudepierre  | Frankreich  | 3:05,74 Min. |
| 2     | Emil Milihram      | Kroatien    | 3:05,89 Min. |
| 3     | Guillaume Alzingre | Frankreich  | 3:06,74 Min. |
| 4     | Normen Weber       | Deutschland | 3:07,19 Min. |
| –     | –                  | –           | –            |
| 12    | Julian Rohn        | Deutschland | 3:11,48 Min. |
| 14    | Dominik Pesch      | Deutschland | 3:12,44 Min. |
| 19    | Tim Heilinger      | Deutschland | 3:18,18 Min. |

### Einer-Canadier Frauen
Die Premiere im Canadier-Einer der Frauen hatte leider nur zwei Starterinnen und kann somit offiziell nicht als Weltmeisterschaftsrennen anerkannt werden.
| Platz | Land             | Sportler   | Zeit         |
| ----- | ---------------- | ---------- | ------------ |
| 1     | Radka Valikova   | Tschechien | 3:34,83 Min. |
| 2     | Tereza Lernerova | Tschechien | 3:48,55 Min. |
| 3     | –                | –          | –            |

### Zweier-Canadier Männer
| Platz | Land                           | Sportler    | Zeit         |
| ----- | ------------------------------ | ----------- | ------------ |
| 1     | Taljat / Bozic                 | Slowenien   | 3:02,54 Min. |
| 2     | Heitz / Peltriaux              | Frankreich  | 3:03,78 Min. |
| 3     | Lars Walter / Johannes Baumann | Deutschland | 3:05,25 Min. |
| 4     | Maik Schmitz / Niels Knippling | Deutschland | 3:06,99 Min. |

### Nationenwertung Sprint-Einzel
| Platz  | Land                   | Gold | Silber | Bronze | Gesamt |
| ------ | ---------------------- | ---- | ------ | ------ | ------ |
| 1      | Frankreich             | 1    | 1      | 2      | 4      |
| 2      | Tschechien             | 1    | 1      | 1      | 3      |
| 3      | Slowenien              | 1    | 1      | –      | 2      |
|        | Vereinigtes Königreich | 1    | 1      | –      | 2      |
| 5      | Belgien                | 1    | –      | –      | 1      |
| 6      | Kroatien               | –    | 1      | –      | 1      |
| 7      | Deutschland            | –    | –      | 1      | 1      |
| Gesamt | Gesamt                 | 5    | 5      | 4      | 14     |

## Teamwettbewerbe

### Einer-Kajak Männer
| Platz | Land        | Sportler                                        | Zeit    |
| ----- | ----------- | ----------------------------------------------- | ------- |
| 1     | Tschechien  | Karel Slepica / Kamil Mruzek / Tomáš Slovák     | 2:45,94 |
| 2     | Italien     | Mariano Bifano / Jaka Jazbek / Paolo Bifano     | 2:46,16 |
| 3     | Slowenien   | Lovro Leban / Jerneej Korenjak / Nejc Žnidarčič | 2:46,20 |
| –     | –           | –                                               | –       |
| 8     | Deutschland | Tobias Bong / Benjamin Theek / Christian Heil   | 2:48,77 |

### Einer-Kajak Frauen
| Platz | Land                   | Sportler                                                | Zeit    |
| ----- | ---------------------- | ------------------------------------------------------- | ------- |
| 1     | Frankreich             | Nathalie Gastineau / Sixtine Malaterre / Latitia Parage | 2:58,35 |
| 2     | Deutschland            | Birgit Bach / Alke Overbeck / Sabine Füsser             | 3:00,34 |
| 3     | Vereinigtes Königreich | Hannah Brown / Sandra Hyslop / Jessica Oughton          | 3:00,53 |

### Einer-Canadier Männer
| Platz | Land        | Sportler                                              | Zeit    |
| ----- | ----------- | ----------------------------------------------------- | ------- |
| 1     | Frankreich  | Guillaume Alzingre / Marc Brodiez / Yann Claudepierre | 2:57,09 |
| 2     | Kroatien    | Igor Gojic / Tomislav Lepan / Emil Milihram           | 2:58,84 |
| 3     | Deutschland | Dominik Pesch / julian Rohn / Normen Weber            | 3:00,64 |

### Zweier-Canadier Männer
| Platz | Land        | Sportler                                            | Zeit    |
| ----- | ----------- | --------------------------------------------------- | ------- |
| 1     | Tschechien  | Lisický/Uncajtik / Salek/Riha / Vesely/Mornstejn    | 3:01,88 |
| 2     | Slowakei    | Grega/Sutek / Slicik/Vala / Soska/Kunhart           | 3:02,16 |
| 3     | Frankreich  | Tastard/Santamaria / Cordier/Bar / Heitz/Peltiaux   | 3:03,89 |
| 4     | Deutschland | Andrée/Driesch / Schmitz/Knippling / Walter/Baumann | 3:04,95 |

### Nationenwertung Sprint-Mannschaft
| Platz  | Land                   | Gold | Silber | Bronze | Gesamt |
| ------ | ---------------------- | ---- | ------ | ------ | ------ |
| 1      | Frankreich             | 2    | –      | 1      | 3      |
| 2      | Tschechien             | 2    | –      | –      | 2      |
| 3      | Deutschland            | –    | 1      | 1      | 2      |
| 4      | Kroatien               | –    | 1      | –      | 1      |
|        | Italien                | –    | 1      | –      | 1      |
|        | Slowakei               | –    | 1      | –      | 1      |
| 7      | Slowenien              | –    | –      | 1      | 1      |
|        | Vereinigtes Königreich | –    | –      | 1      | 1      |
| Gesamt | Gesamt                 | 4    | 4      | 4      | 12     |